# Anita Skorgan
Anita Skorgan (Göteborg, 13 november 1958) is een Noors zangeres.

## Biografie
Skorgan werd geboren in Göteborg in Zweden in 1958, maar verhuisde al op jonge leeftijd naar Oslo.
Vanaf begin jaren zeventig was ze actief in de muziek. Ze was 1984-1988 getrouwd met zanger Jahn Teigen. Ze was vooral bekend om haar vele deelnamen aan het Eurovisiesongfestival aan het eind van de jaren zeventig en het begin van de jaren tachtig.
In totaal heeft Skorgan het zeven keer geprobeerd om naar het Songfestival te gaan, drie keer haalde ze het: in 1977 met Casanova, in 1979 met Oliver en in 1982 samen met Jahn Teigen en het liedje Adieu. Daarnaast heeft Skorgan ook twee keer als achtergrondzangeres gezongen: in 1981 en 1983.

## Discografie

### Albums
- Til en venn (1975)
- Du er nær meg (1976)
- Tänk på mej (1976)
- Young Girl (1977)
- Speider...Si det med toner (1978)
- Anita Skorgan (1978)
- Ingen vei tilbake (1979)
- Krama dej (1979)
- De fineste (1980)
- Pastell (1981)
- Cheek to Cheek (1983) met Jahn Teigen
- Karma (1985)
- White Magic (1986)
- Basic (1990)
- Julenatt (1994)
- Gull (2001)
- Julenatt (2008)
- Hele veien (2009)
- På gyllen grunn (2011)
- La høsten være som den er (2013)

### Bijdragen Melodi Grand Prix
- Hastverk (1976, derde)
- Casanova (1977, eerste, vijftiende op het Eurovisiesongfestival 1977)
- Prima Donna met Georg Keller (1978, achtste)
- Oliver (1979, eerste, elfde op het Eurovisiesongfestival 1979)
- Stjerneskudd (1980, zesde)
- Adieu met Jahn Teigen (1982, eerste, twaalfde op het Eurovisiesongfestival 1980)
- Karma (1985, tweede)

1960: Nora Brockstedt · 
1961: Nora Brockstedt · 
1962: Inger Jacobsen · 
1963: Anita Thallaug · 
1964: Arne Bendiksen · 
1965: Kirsti Sparboe · 
1966: Åse Kleveland · 
1967: Kirsti Sparboe · 
1968: Odd Børre · 
1969: Kirsti Sparboe · 
1971: Hanne Krogh · 
1972: Grethe Kausland & Benny Borg · 
1973: Bendik Singers · 
1974: Anne-Karine Strøm & Bendik Singers · 
1975: Ellen Nikolaysen · 
1976: Anne-Karine Strøm · 
1977: Anita Skorgan · 
1978: Jahn Teigen · 
1979: Anita Skorgan · 
1980: Sverre Kjelsberg & Mattis Hætta · 
1981: Finn Kalvik · 
1982: Jahn Teigen & Anita Skorgan · 
1983: Jahn Teigen · 
1984: Dollie de Luxe · 
1985: Bobbysocks · 
1986: Ketil Stokkan · 
1987: Kate Gulbrandsen · 
1988: Karoline Krüger · 
1989: Britt Synnøve Johansen · 
1990: Ketil Stokkan · 
1991: Just 4 Fun · 
1992: Merethe Trøan · 
1993: Silje Vige · 
1994: Elisabeth Andreassen & Jan Werner Danielsen · 
1995: Secret Garden · 
1996: Elisabeth Andreassen · 
1997: Tor Endresen · 
1998: Lars Fredriksen · 
1999: Stig Van Eijk · 
2000: Charmed · 
2001: Haldor Lægreid · 
2003: Jostein Hasselgård · 
2004: Knut Anders Sørum · 
2005: Wig Wam · 
2006: Christine Guldbrandsen · 
2007: Guri Schanke · 
2008: Maria Haukaas Storeng · 
2009: Alexander Rybak · 
2010: Didrik Solli-Tangen · 
2011: Stella Mwangi · 
2012: Tooji · 
2013: Margaret Berger · 
2014: Carl Espen · 
2015: Mørland & Debrah Scarlett · 
2016: Agnete · 
2017: JOWST feat. Aleksander Walmann · 
2018: Alexander Rybak · 
2019: KEiiNO · 
2021: Tix · 
2022: Subwoolfer · 
2023: Alessandra · 
2024: Gåte ·
2025: Kyle Alessandro
- Bibsys: 90269161
- Gemeinsame Normdatei: 134523814
- International Standard Name Identifier: 0000 0000 3528 5086
- Library of Congress Control Number: n93118924
- MusicBrainz: 0aa1bf6b-909f-4e5e-8bb0-53784c9e1846
- Virtual International Authority File: 26282732
- WorldCat: E39PBJyX4D3hHx4gHBMpdxbyBP